# 瓔珞〜紫禁城に燃ゆる逆襲の王妃〜
『瓔珞＜エイラク＞〜紫禁城に燃ゆる逆襲の王妃〜』（えいらく しきんじょうにもゆるぎゃくしゅうのおうひ、原題：延禧攻略、英題：Story of Yanxi Palace）は、2018年に動画サービスiQIYIにて放送された中国のテレビドラマ。

## 登場人物
- 担当声優は中国語普通話版 / 広東語版の順。特に明記の無い場合は広東語版を指す。

### 主人公
魏瓔珞（ぎえいらく）
演 - ウー・ジンイェン（幼少期：呂晨悦） / 声 - 邱秋 / 何璐怡
綉坊宮女→長春宮掌事宮女→辛者庫宮女→長春宮掌事宮女→円明園宮女→魏貴人→令嬪→令妃→令貴妃→令皇貴妃。住所は延禧宮。モデルは孝儀純皇后ウェイギャ氏。
子：弘暦第7女固倫和静公主、第9女和碩和恪公主、第14子永璐、第15子永琰、第16子、第17子永璘。

### 主要人物
皇后・富察（フチャ）・容音
演 - チン・ラン / 声 - 陸恵玲
寶親王嫡福晋→皇后。住所は長春宮。モデルは孝賢純皇后フチャ氏。
子：弘暦第2子端慧皇太子・永璉（乾隆三年夭亡）、第7子哲親王・永琮。
乾隆帝
演 - ニエ・ユエン / 声 - 雷霆
和碩寶親王→乾隆帝。住所は養心殿。
雍正帝第4子。モデルは乾隆帝。
嫻妃（かんひ）・輝發那拉（ホイファナラ）・淑慎
演 - カーメイン・シェー（幼少期：林辰涵） / 声 - 蘇柏麗 / 劉恵雲
寶親王側福晋→嫻妃→嫻貴妃→嫻皇貴妃→皇后。住所は承乾宮。モデルは清高宗継皇后。
子：弘暦第12子永璂、第5女、第13子永璟。
富察・傅恒
演 - シュー・カイ / 声 - 馬正陽 / 曹啓謙
御前侍衛→山西巡撫→戸部尚書→議政大臣→軍機大臣→領班軍機大臣→加太子太保。住所は侍衛府→富察府。
字は春和。皇后富察・容音の弟。
貴妃・高寧馨
演 - タン・ジュオ / 声 - 鄭麗麗
寶親王使女 (侍女) →寶親王側福晋→高貴妃→皇貴妃→慧賢皇貴妃。住所は儲秀宮。モデルは慧賢皇貴妃。

### 皇族
雍正帝
演 - 王絵春 / 声 - 陳永信
故人。先帝。弘暦の父。
孝敬憲皇后
演 - 馬春燕 / 声 - 林丹鳳
故人。雍正帝の嫡妻。
崇慶皇太后鈕祜禄氏
演 - ソン・チュンリー / 声 - 晏積瑄 / 雷碧娜
弘暦の母。モデルは孝聖憲皇后。
裕太妃耿氏
演 - バイ・シャン / 声 - 劉芊含 / 袁淑珍
弘昼の母。モデルは純懿皇貴妃。
愛新覚羅・胤祹
演 - 公方敏
履親王。康熙帝の第12子。雍正帝の異母弟。
愛新覚羅・胤禧
演 - 張彬
慎郡王。康熙帝の第21子。雍正帝の異母弟。
愛新覚羅・弘時
演 - 顧天天
雍正帝の第3子。弘暦の異母兄。
愛新覚羅・弘昼
演 - ホン・ヤオ / 声 - 文森 / 李致林
雍正帝の第5子。弘暦の異母弟。実母は裕太妃耿氏。
愛新覚羅・福恵
演 - 金畳畳
雍正帝の第8子。弘暦の異母弟。実母は敦粛皇貴妃年氏。
愛新覚羅・弘曕
演 - 孫翊晨
果親王。雍正帝の第10子。弘暦の異母弟。実母は謙妃劉氏。叔父・胤禮の養子。
愛新覚羅・弘暁
演 - 成浚文 / 声 - 李望松 / 蕭徽勇
怡親王。怡賢親王・胤祥の子。
愛新覚羅・福彭
演 - 黄世亮
克勤郡王。太祖・ヌルハチの孫・岳托の後胤。
愛新覚羅・永珹
演 - 方洋飛 / 声 - 梁偉徳
弘暦第4子。実母は大嘉嬪金氏。輝發那拉・淑慎の養子。
愛新覚羅・永琪
演 - 陳宥維（幼年：王羿鶤、少年：王霖）/ 声 - 張方正（幼年：詹健児）
弘暦第5子。実母は珂里葉特・阿妍。
愛新覚羅・永瑢
演 - 周義晟
弘暦第6子。実母は蘇静好。慎郡王胤禧の養子になる。
愛新覚羅・永璂
演 - 孫傲
弘暦第12子。実母は輝發那拉・淑慎。
愛新覚羅・永琰
演 - 唐嘉童
弘暦第15子。実母は魏瓔珞。

### 乾隆帝後宮
蘇静好
演 - ワン・ユエンカー / 声 - 曾秀清
寶親王庶福晋→純嬪→純妃→純貴妃→蘇答應。住所は鍾粋宮。モデルは純恵皇貴妃。
子：弘暦第6子永瑢。
鈕祜禄・沉璧
演 - チャン・ジアニー / 声 - 徐佳琦 / 黄昕瑜
常貴人→順嬪。住所は麗景軒。モデルは順貴人鈕祜禄氏、容妃和卓氏。
珂里葉特・阿妍
演 - リエン・リエン / 声 - 曾佩儀
寶親王格格→愉貴人→愉嬪→愉妃。住所は永和宮。モデルは愉貴妃。
子：弘暦第5子永琪。
金氏
演 - パン・シーチー / 声 - 朱蓉蓉 /
寶親王格格→金貴人→大嘉嬪→嘉貴人→金答應。住所は儲秀宮。モデルは淑嘉皇貴妃。
子：弘暦第4子永珹。
金氏
演 - パン・シーチー / 声 - 朱蓉蓉 / 詹健児
金貴人→小嘉嬪→嘉妃。住所は儲秀宮。モデルは淑嘉皇貴妃。大嘉嬪の双子の妹。
子：弘暦第8子永璇、第11子永瑆。
納蘭・淳雪
演 - リー・チュンユエン / 声 - 成瑤孆
待選秀女→舒貴人→舒嬪→舒妃。住所は景仁宮。モデルは舒妃葉赫那拉氏。
子：弘暦第10子。
陸晩晩
演 - 李若寧李若寧 / 声 - 曹一茜 / 陳皓宜
待選秀女→慶常在→慶貴人→慶嬪→慶妃。住所は永寿宮。モデルは慶恭皇貴妃陸氏。
柏氏
演 - シュー・バイホイシュー・バイホイ / 声 - 張頌欣
怡嬪。住所は永和宮。モデルは怡嬪柏氏。
巴林氏
演 - 劉璐 / 声 - 王昊馨 / 陳皓宜
穎貴人→穎嬪。住所は翊坤宮。モデルは穎貴妃巴林氏。
陳氏
演 - 王欣慧
寶親王格格→婉貴人→婉嬪。住所は永寿宮。モデルは婉貴妃陳氏。
索綽羅氏
演 - 常小雨
瑞貴人。住所は啓祥宮。モデルは瑞貴人索綽羅氏。

### 宮人
喜塔臘・爾晴
演 - スー・チン / 声 - 王瀟倩 / 林元春
長春宮掌事宮女→富察傅恒夫人。富察・容音の宮人。
明玉
演 - ジャン・ズーシン / 声 - 曾蓉 / 凌晞
長春宮掌事宮女→鍾粋宮宮女→延禧宮掌事宮女。富察・容音の宮人。
珍児
演 - 方安娜 / 声 - 謝子溦 / 羅孔柔
承乾宮掌事宮女。輝發那拉・淑慎の宮人。
芝蘭
演 - 施予斐 / 声 - 李雪嬌 / 葉暁欣
儲秀宮掌事宮女。高寧馨の宮人。
玉壺
演 - 程茉 / 声 - 張晗 / 成瑤孆
鍾粋宮掌事宮女。蘇静好の宮人。
遺珠
演 - 張婕 / 声 - 何晶晶
麗景軒掌事宮女。鈕祜禄・沉璧の宮人。
張嬤嬤
演 - ハー・ジアイー / 声 - 張凱 / 黄玉娟
綉坊掌事宮女。
方妮子
演 - 殷旭 / 声 - 劉暁倩 / 梁少霞
綉坊掌事宮女。
錦綉
演 - 高雨児 / 声 - 吟良犬 / 黄昕瑜
綉坊宮女。
玲瓏
演 - チェン・ルオシー / 声 - 蔡娜 / 羅孔柔
綉坊宮女。
吉祥
演 - チャン・イーシー / 声 - 劉媛媛 / 何宝珊
綉坊宮女。
魏瓔寧
演 - タン・ジャー（幼少期：王楽謙） / 声 - 閻萌萌 / 詹健児
綉坊宮女。魏瓔珞の姉。
琥珀
演 - ヤン・ジンルー / 声 - 李雪嬌 / 李潤知
長春宮宮女→延禧宮宮女→辛者庫宮女。
珍珠
演 - 張天韻 / 声 - 王玥 / 陳琴雲
長春宮宮女→延禧宮宮女→延禧宮掌事宮女。
芳草
演 - 任婉婧 / 声 - 廖杏茵
永和宮大宮女。
阿双
演 - 銭晨潔 / 声 - 何宝珊
儲秀宮大宮女。
蘭児
演 - 劉詩童 / 声 - 魏恵娥
儲秀宮掌事宮女。
婉児
演 - 李佳勛
永寿宮宮女。
劉嬤嬤
演 - 張渟渟 / 声 - 謝潔貞
辛者庫掌事宮女。
劉姑姑
演 - 李佳蔚 / 声 - 李潤知
寿康宮掌事宮女。
百霊
演 - 高芮 / 声 - 張頌欣
寿康宮大宮女。

### 侍衛と太監
多拉爾・海蘭察
演 - ローレンス・ウォン / 声 - CV斑馬 / 関令翹
御前侍衛→モンゴル副都統。
袁春望
演 - ワン・マオレイ（幼少期：黄溢凱） / 声 - 翟耀輝
承乾宮太監→辛者庫太監→辛者庫管事→内務府副管事→円明園雑役→延禧宮首領太監→内務府管事→承乾宮太監→辛者庫太監。
李玉
演 - リウ・エンシャン / 声 - 陳卓智
弘暦の側近太監。
呉書来
演 - 孫迪 / 声 - 陳卓智
内務府総管太監。
小全子
演 - ジェン・ロン / 声 - 胡良偉 / 李凱傑
延禧宮太監→延禧宮首領太監。
徳勝
演 - 常鋮 / 声 - 鄧志堅
養心殿首領太監。弘暦の側近太監。

### 王公大臣
魏清泰
演 - 沈保平 / 声 - 劉琮 / 朱子聰
内務府内管領。魏瓔珞と魏瓔寧の父。
輝發那拉・那爾布
演 - 姚未平 / 声 - 陳永信
佐領。輝發那拉・淑慎の父。
輝發那拉・常寿
演 - 王辰耀
輝發那拉・淑慎の弟。
高斌
演 - 蘇茂 / 声 - 宝木中陽 / 招世亮
佐領。高寧馨の父。
高恒
演 - 鄭暁東（幼少期：崔羽寛） / 声 - 蘇強文
戸部郎中。高寧馨の兄。
張廷玉
演 - 李躍民 / 声 - 葉振声
三朝大臣。
鄂爾泰
演 - 張日輝
軍機大臣。
鈕祜禄・訥親
演 - 孫勇
軍機大臣。

## 主題歌

### テーマソング
「看」
作詞は于正。作曲・歌は陸虎。

### エンディングテーマ
「紅牆嘆」（第1-22話）
作詞は王耀光。作曲は文魁。歌は胡夏。
「雪落下的聲音」（第23-55話）
作詞は于正。作曲・歌は陸虎。
「相忘」（第56-70話）
作詞は王暁倩。作曲は楊秉音。歌は蘇青。

### 劇中歌
「雪落下的聲音」（第58、70話）
エンディングテーマと同様。
「雪落下的聲音」（第37、40話）
富察容音を演じている秦嵐が歌ったバージョン。
「宮牆柳」（第6、21、36話）
作詞は王暁倩。作曲は楊秉音。歌は李春嬡。

## スタッフ
- プロデューサー：ユー・ジョン（中国語版）
- 監督：フイ・カイドン、ウン・ダーグァン
- 脚本：ジョウ・モー

## 番外編（続編）
金枝玉葉 ～新たな王妃となりし者～（全6話）

## 文化
劇中の刺繍や頭飾りとして使われた絨花が中国国内外で話題となった。